# Phönix-Schwingen
Phönix-Schwingen ist ein Walzer von Johann Strauss (Sohn) (op. 125). Das Werk wurde am 17. Januar 1853 im Sofienbad-Saal erstmals aufgeführt.

## Einzelnachweis
1. ↑  Quelle: Englische Version des Booklets (Seite 13) in der 52 CDs umfassenden Gesamtausgabe der Orchesterwerke von Johann Strauß (Sohn), Hrsg. Naxos (Label). Das Werk ist als dritter Titel auf der 1. CD zu hören.